# Islám na Ukrajině
Islám na Ukrajině vyznávají především příslušníci národnostních menšin (hlavně Krymští Tataři). Počet zde žijících muslimů se pohybuje okolo dvou milionů, což odpovídá více než 4 % veškeré ukrajinské populace. Poloostrov Krym obývá 250 000 muslimů převážně tatarského resp. tureckého původu, jejich podíl je tedy podobný jako v Rusku, a to 12 % tamějšího obyvatelstva. Ukrajinští muslimové jsou v drtivé většině sunnité.

## Historický vývoj
Zatímco většina Ukrajinců vyznává převážně pravoslaví, muslimové žijí v oblastech převážně na jihu země, a to hlavně na Krymu. Původně se právě zde nacházel tzv. Krymský chanát, jejž založili Tataři, kteří na území dnešní Ukrajiny přišli v 7. století. Krymský chanát se však dostal časem pod vliv Osmanské říše; přesto však měl značnou autonomii. V této době zde islám měl neohrozitelné postavení. Později turecký vliv slábl ve prospěch Ruska.
Nejvyšší hlavou krymských muslimů byl muftí, jemuž byli podřízeni místní imámové. Centrem islámu v zemi bylo tehdy hlavní město Bachčisaraj. V dobách, kdy jej dobyli Rusové, se zde nacházelo 18 mešit a několik medres. Ruské impérium začalo místní muslimy silně znevýhodňovat, a tak 160 000 Tatarů odešlo ze země.
V 1. polovině 20. století tvořili muslimové již pouhou třetinu obyvatel Krymu. I je však zastihly změny, které přinesla později druhá světová válka. Tehdy se stali oběťmi masových deportací, které nakázal Stalin; v roce 1944 bylo zhruba 200 000 Krymských Tatarů přemístěno do Střední Asie a RSFSR. Opuštěné domovy na Krymu tak byly dosídleny znovu Rusy, což vedlo k velkým změnám v demografickém složení celé oblasti. Po roce 1989 začal návrat těchto lidí do vlasti a po roce 1991 též někteří z nich založili náboženské organizace, které mají mnohým navrátilcům pomáhat s běžným životem, včetně náboženského. V současné době se nachází na celé Ukrajině 151 mešit a dalších šest je ve výstavbě.